# Os Rebeldes
Os Rebeldes foi uma telenovela brasileira escrita por Geraldo Vietri, e dirigida por Walther Negrão, exibida pela TV Tupi de 25 de setembro de 1967 a 30 de março de 1968. exibida com 162 capítulos.
Uma reformulação na programação da emissora obrigou Vietri a terminar a novela às pressas. Ele retomaria algumas das ideias mais tarde em Antônio Maria e Nino, o Italianinho.

## Sinopse
Uma sala de aula é o centro gerador da história. Problemas morais, sociais e conflitos de gerações partiam de pais, filhos, professores e alunos. 

## Elenco
- Maria Luíza Castelli - Safira
- Gian Carlo - Zé Roberto Dantas
- Laura Cardoso - Magda
- Tony Ramos - Frank Sobrinha
- Ana Rosa - Helena Gurgel
- Dênis Carvalho - Plínio
- Guy Loup - Betty
- Marlene França - Ariane
- Ademir Rocha - Arnaldo
- Annamaria Dias - Cibele
- Patrícia Mayo - Vera Gurgel
- Walther Negrão - Augusto Dantas
- Olivia Camargo - Diva Dantas
- Percy Aires - Dir. Almeida Salles
- Elias Gleizer
- Norah Fontes
- Rildo Gonçalves
- Marisa Sanches
- Marcos Plonka
- Canarinho
- Felipe Levy
- Carlos Duval